# 2022年烏干達伊波拉出血熱疫情
2022年烏干達伊波拉出血熱疫情是烏干達西部區與中部區爆發的伊波拉出血熱疫情，始于2022年9月，致病毒株為蘇丹伊波拉病毒（SUDV），為該國第七次爆發伊波拉出血熱疫情。9月11日穆本德一名24歲的男子（本次疫情的指示病例）出現伊波拉出血熱的症狀，並於9月19日死亡。9月20日烏干達衛生部宣佈疫情爆發，隨後基埃蓋瓜、卡桑達、卡加迪與本扬加布等城鎮均出現病例，截至10月12日已有64人確診，其中29人死亡，同日烏干達首都坎帕拉也出現了首例確診與死亡病例；10月24日該國報導共有90人確診，其中44人死亡，且過去兩天內坎帕拉即新增了14起病例。造成本次疫情的病毒株蘇丹伊波拉病毒（SUDV）目前尚無疫苗可以預防。
初期病例發生在烏干達中央區穆本德金礦的周邊，當地有通往剛果民主共和國的高速公路經過，許多以礦業為生者以此路頻繁往返兩國。疫情爆發後世界衛生組織（WHO）協助烏干達衛生部展開調查與防疫工作，無國界醫生也已提供緊急援助。歐洲聯盟響應紅十字會與紅新月會國際聯合會的呼籲，提供20萬歐元的緊急資金援助。10月15日烏干達政府宣佈疫區穆本德與卡桑達封城三週，關閉酒吧、宗教場所與娛樂場所並頒布宵禁，封鎖期間只有貨運卡車得以進出兩區。11月2日馬薩卡區出現首例病例，病人發病後被轉送至坎帕拉，隨後死亡；11月13日金賈區出現首例病例，病人發病後死亡。
2023年1月11日，因已有42天未有新病例出現，烏干達衛生部宣布此次疫情結束。

## 背景
烏干達過去曾爆發過四起蘇丹伊波拉病毒株造成的疫情（2000年一起、2011年一起、2012年兩起），也曾於2007年爆發本迪布焦伊波拉病毒（BDBV）疫情，另外2019年受鄰國剛果民主共和國爆發的伊波拉出血熱疫情波及。
| 時間                  | 病毒株 | 病例數 | 死亡數 | 致死率 | 概述                                                              |
| --------------------- | ------ | ------ | ------ | ------ | ----------------------------------------------------------------- |
| 2000年10月－2001年1月 | SUDV   | 425    | 224    | 53%    | 爆發於古盧區、馬辛迪區與姆巴拉拉區。馬修·盧克維亞醫師死於此次疫情 |
| 2007年12月－2008年1月 | BDBV   | 149    | 37     | 25%    | 爆發於本迪布焦區，為首次發現本迪布焦伊波拉病毒（BDBV）            |
| 2011年                | SUDV   | 1      | 1      | n/a    |                                                                   |
| 2012年                | SUDV   | 7      | 4      | n/a    |                                                                   |
| 2012年6月－8月        | SUDV   | 24     | 17     | 71%    | 爆發於基巴萊區                                                    |

## 註腳
1. ↑  世界衛生組織規定伊波拉疫情在連續42天（伊波拉病毒感染最長潛伏期的兩倍時間）未有新病例發生後結束[18]。